# Taumantis globiceps
Taumantis globiceps es una especie de mantis de la familia Mantidae.

## Distribución geográfica
Se encuentra en Malaui, Sudáfrica Zambia y  Zimbabue.